# BS週刊シティー情報
BS週刊シティー情報（ビーエスしゅうかんシティじょうほう）は、NHK BS1のエンターテインメント情報番組である。2005年4月2日より毎週土曜夕方に放送する（原則として18:10 - 18:50。再放映は原則日曜7:10 - 7:50。何れもプロ野球中継などで時間変更・休止となる場合あり）。

## 概要
番組では、毎回その1週間における映画・音楽・演劇・アート・イベントといった様々なエンターテインメントの話題をわかりやすく解説するほか、書籍・CD・映画興行ランキング等も発表される。また注目のアーティストにもゲストとして登場してもらい、生インタビューやスタジオセッションも行われる。

## キャスター
- 膳場貴子
- 荻野奈緒美（2006年4月より）